# Parteiwesen in der SBZ
Das Parteiwesen in der SBZ bezeichnet das sozialistische Mehrparteiensystem in der Sowjetischen Besatzungszone. Es bestand aus anfangs vier (1945) und später fünf (ab 1948) Parteien. Hinzu kamen die Massenorganisationen, die ebenfalls Mandate in den Parlamenten zugewiesen bekamen und damit ebenfalls Funktionen von Parteien übernahmen. Die Gestaltungsmöglichkeiten der Parteien waren anfänglich aufgrund des Besatzungsregimes sehr eingeschränkt. Die Bevorzugung der KPD, nach der Zwangsvereinigung mit der SPD SED, durch die Sowjetische Militäradministration in Deutschland schloss die anderen Parteien im Laufe der 1940er Jahre fast vollständig von der Mitgestaltung aus. 
Die SED wurde in der Deutschen Demokratischen Republik als führende Partei, später Staatspartei institutionalisiert, die anderen Parteien als Blockparteien im Demokratischen Block gleichgeschaltet. Mit der Deutschen Wiedervereinigung entstand im Hinblick auf die Volkskammerwahl am 18. März 1990 und den Volkskammerbeschluss zum Beitritt der DDR zur Bundesrepublik Deutschland am 3. Oktober 1990 eine Vielzahl neuer Parteien. Die Bildung von Parteien und die Rechte und Pflichten der Bürger bei der Gründung und Tätigkeit von Parteien unterlagen nach dem Parteiengesetz vom 21. Februar 1990 den Grundsätzen der Vereinigungsfreiheit.

## Anfänge
Am 10. Juni 1945 gab die Sowjetische Militäradministration in Deutschland (SMAD) den Befehl Nr. 2 heraus, der die Bildung antifaschistisch-demokratischer Parteien in der Sowjetischen Besatzungszone (SBZ) zuließ. Damit war die SBZ die erste Besatzungszone, in der sich politische Parteien gründen konnten. Die Amerikanische Besatzungszone folgte als erste Besatzungszone in Westdeutschland am 27. August 1945. Als erste Partei erhielt im Juni 1945 die KPD eine Lizenz der SMAD für die Sowjetische Besatzungszone. Es folgten SPD und CDU. Als letzte Partei wurde im Juli 1945 nach langen Verhandlungen mit der SMAD im Beisein von Kommunisten die LDP zugelassen. Andere Parteien, die auch einen Antrag bei der Registrierungsstelle des Berliner Magistrats gestellt hatten, wurden nicht zugelassen. Begründet wurde dies u. a. damit, eine Zersplitterung der Parteienlandschaft zu verhindern. Die vier zugelassenen Parteien trafen sich am 14. Juli 1945, um den Block der antifaschistisch demokratischen Parteien zu bilden.
Die Parteigründungen erfolgten nicht nur auf Zonenebene, sondern auch auf der Ebene der Gemeinden, Kreise, Bezirke und Länder.
| Partei | Berlin     | Brandenburg     | Mecklenburg-Vorpommern     | Sachsen     | Sachsen-Anhalt     | Thüringen     |
| CDU    | CDU Berlin | CDU Brandenburg | CDU Mecklenburg-Vorpommern | CDU Sachsen | CDU Sachsen-Anhalt | CDU Thüringen |
| LDP    | FDP Berlin | FDP Brandenburg | FDP Mecklenburg-Vorpommern | FDP Sachsen | FDP Sachsen-Anhalt | FDP Thüringen |
| SPD    | SPD Berlin | SPD Brandenburg | SPD Mecklenburg-Vorpommern | SPD Sachsen | SPD Sachsen-Anhalt | SPD Thüringen |
| KPD    | KPD Berlin | KPD Brandenburg | KPD Mecklenburg-Vorpommern | KPD Sachsen | KPD Sachsen-Anhalt | KPD Thüringen |

## Scheinpluralismus und die Aushöhlung demokratischer Prinzipien in der SBZ

### Zwangsvereinigung von KPD und SPD (1946)
Eine entscheidende Weichenstellung in der politischen Entwicklung der SBZ ist die Zwangsvereinigung von KPD und SPD zur SED im April 1946. Nachdem die sowjetischen Besatzungsbehörden erkennen mussten, dass die von ihnen protegierte KPD als Russenpartei verschrien war und die SPD auf mehr Zuspruch stieß, initiierte die SMAD eine Vereinigungskampagne der beiden Arbeiterparteien.
Dieses Vorhaben stieß einerseits auch auf Zustimmung von Teilen der SPD. Die Spaltung der Arbeiterparteien wurde als eine der Ursachen gesehen, die die Machtergreifung der Nationalsozialisten möglich gemacht habe. Auch wurde eine Vereinigung als Instrument gesehen, sich in Wahlen besser zu behaupten. Wesentliche Protagonisten einer Vereinigung in der SPD waren Otto Grotewohl und der sächsische Landesvorsitzende Otto Buchwitz.
Vor allem war es jedoch der massive Druck der sowjetischen Besatzungsmacht, der die Vereinigung erzwang. Anfang 1946 wurden in allen Ländern der sowjetischen Besatzungszone viele einheitsunwillige Sozialdemokraten verhaftet. Entscheidend für das Zustandekommen der Vereinigung war die Nichtzulassung einer (Rest-)SPD der Mitglieder, die eine Vereinigung nicht unterstützten.
Ende 1945 hatte in der SBZ die SPD etwa ebenso viele Mitglieder wie die KPD. Es gab zwar in beiden Parteien, vor allem in der SPD, vehemente Widerstände gegen diesen Plan, doch nach massivem Druck auf den Zentralausschuss der SPD gab dieser im Februar 1946 nach und stimmte für die Vereinigung. Eine Urabstimmung über die Parteienfusion fand in der SBZ und im sowjetisch besetzten Teil von Groß-Berlin nicht statt. Am 22. April 1946 wurde der Zusammenschluss von KPD und SPD zur SED vollzogen, Otto Grotewohl (SPD) und Wilhelm Pieck (KPD) wurden Parteivorsitzende.
Das erste Jahr der SED verlief mehr als schwach. Versuche, die Parteiarbeit auf den Westen Deutschlands auszudehnen, misslangen, und im Oktober 1946 erzielte die vereinigte Arbeiterpartei nicht die erhofften Ergebnisse bei den Landtagswahlen. Speziell die Westarbeit und dabei die Option auf ein sozialistisch wiederzuvereinigendes Deutschland prägten die Parteiarbeit der ersten Jahre.

### Landtagswahlen im Oktober 1946
Bereits im Herbst 1946 bei den Vorbereitungen zu den Landtagswahlen zeigte sich, dass ein ehrlicher und fairer Willensbildungsprozess in der SBZ unmöglich war. Die folgenden Parteien und Organisationen waren bei der Wahl zugelassen
- Sozialistische Einheitspartei Deutschlands SED
- Christlich-Demokratische Union CDU
- Liberal-Demokratische Partei Deutschlands LDP
- Vereinigung der gegenseitigen Bauernhilfe VdgB
- Frauenausschüsse
- Kulturbund

Trotz der massiven Unterstützung der SED durch die SMAD und der Behinderung der bürgerlichen Parteien (so waren nicht überall Ortsgruppen zugelassen worden, CDU- und LPD-Zeitungen wurden zensiert, Wahlveranstaltungen nicht zugelassen), fiel das Ergebnis für die SED eher bescheiden aus. In zwei von fünf Ländern (Brandenburg und Sachsen-Anhalt) wären immerhin bürgerliche Mehrheitskoalitionen in den Landtagen möglich gewesen. Dies wurde aber durch Eingriffe der SMAD geschickt verhindert. Noch verheerender war das Ergebnis für die SED in Groß-Berlin. Nach der Zwangsvereinigung von KPD und SPD drängten amerikanische und britische Besatzungsbehörden auf die Wiederzulassung der SPD. Erst Anfang Juni 1946 konnten sich die Alliierten einigen: die Westalliierten erlaubten die SED in den Westsektoren (die spätere SEW), im Gegenzug ließ die SMAD die SPD im Ostteil wieder zu. Bei der Wahl der Stadtverordnetenversammlung von Groß-Berlin trat neben der SED auch die SPD an. Die SPD verfehlte nur knapp die absolute Mehrheit und errang 48,7 % der Stimmen. Die CDU wurde mit 22,2 % zweitstärkste Partei, vor der SED mit 19,8 % (LDP 9,3 %).
Noch schwieriger gestaltete sich die eigentliche Arbeit der Landesregierungen bzw. der Landtage (Parlamente) nach der Wahl. Da im Prinzip alle haushaltsrechtlichen und gesetzgeberischen Entscheidungen auf Befehlen der Landesverwaltungen der SMA oder Runderlassen und Anordnungen der Zentralverwaltung der SMAD in Berlin-Karlshorst beruhten, wurde die gewachsene föderalistische Struktur der deutschen Länder ausgehöhlt. Unterstützt wurde die Besatzungsmacht dabei durch die Pläne der SED zur Zentralisierung der Wirtschaft und später auch der Verwaltung. Mit der Gründung der DDR im Oktober 1949 wurde der Föderalismus in Ostdeutschland vollständig aufgegeben und die Landtage mussten ihre Funktion weitgehend an den Zentralstaat abgeben. 1952 wurden die Landtage aufgelöst.

### Führungsanspruch der SED
Nach den Herbstwahlen (1946) setzte ein dramatischer Wandel der Struktur der SED ein. Der organisatorische Umbau der SED zielte bewusst auf das Zurückdrängen des sozialdemokratischen Einflusses, die Entmachtung der unteren Parteiebenen und eine Machtkonzentration an der Parteispitze. Untermauert wurde dieser Umbau durch die am 24. Dezember 1946 vom Zentralsekretariat beschlossenen «Richtlinien für den organisatorischen Aufbau der SED». Bereits im Umfeld des II. Parteitags der SED im September 1947 zeichnete sich die weitere Entwicklung in der SBZ ab: Die SED meldete offen und unmissverständlich ihren Anspruch auf die führende Rolle in Staat und Gesellschaft an. Diese Rolle wurde zwar noch zu diesem Zeitpunkt von den bürgerlichen Parteien vehement bestritten, aber spätestens im Juli 1952 anlässlich 2. Parteikonferenz der SED und dem Beschluss zum Aufbau des Sozialismus in der DDR mussten CDU und LDP den Führungsanspruch der SED ohne Einschränkung anerkennen. Dieser wurde später (1968) auch in der Verfassung der DDR verankert.

### Der Deutsche Volkskongress (1947)
Im Dezember 1947 tagte erstmals der Erste Deutsche Volkskongress in Berlin, der als gesamtdeutsches Gremium gegen die "Spalterpolitik" der "imperialistischen Westmächte" agieren sollte. Gesamtdeutsch war dieses Gremium letztlich nur durch die Teilnahme einiger westdeutscher Parteikader der KPD. Da die CDU im Gegensatz zur LDP offiziell nicht am 1. Volkskongress teilnahm, wurden ihre Vorsitzenden Jakob Kaiser und Ernst Lemmer am 20. Dezember 1947 abgesetzt. Durch massiven Druck auf die bürgerlichen Parteien und vor allem die Kriminalisierung ihrer Mitglieder, wurden die bürgerlichen Parteien bei so gut wie allen Entscheidungen zum Nachgeben gezwungen (u. a. Bodenreform, vorgeblichen Enteignung von Naziverbrechern auf der Grundlage von Befehl Nr. 124/126 der SMAD). In der SBZ ist die politische Landschaft von Beginn an durch die Gleichschaltung der Parteien geprägt. Im Laufe der Jahre sollte sich zeigen, dass der Willensbildungsprozess in der SBZ auf den Kopf gestellt wurde: nicht der Wähler sollte die Partei wählen, die seinen Vorstellungen entsprach, sondern die SED versuchte durch Agitation und Propaganda die Vorstellungen der Wähler in ihrem Sinne zu beeinflussen.

### Gründung von DBD und NDPD (1948)
Ein weiterer Eingriff in die Parteienlandschaft der SBZ wurde wiederum von der SMAD initiiert und von der SED ausgeführt. Die Parteineugründungen der DBD und der NDPD im Frühjahr 1948 hatten recht offensichtliche Ziele: Zum einen die Schwächung des bürgerlichen Lagers (was nicht gelang) und zum anderen bot die Neuorganisation der beiden Parteien einen idealen Vorwand, um die anstehenden Gemeindewahlen um ein Jahr zu verschieben. Zudem erhielten beide Parteien Sitze im Demokratischen Block zugewiesen, was die Situation im Block nicht vereinfachte, zumal der Block über kein Mandat verfügte.

### Die „Sowjetisierung“ des Parteiensystems ab 1948
Im Juni 1948 beschließt der SED-Parteivorstand den Umbau zu einer „Partei neuen Typus“. Seitdem folgt die SED in ihrem Aufbau und ihrer Führungsstruktur dem Vorbild der KPdSU. Sie wandelte sich zu einer leninistisch organisierten Kaderpartei, die nicht davor zurückschreckte circa 150.000 Mitglieder, darunter insbesondere ehemalige Sozialdemokraten, auszuschließen. Auf der 13. Tagung des Parteivorstandes der SED am 15./16. September 1948 skizzierte Walter Ulbricht in seiner Rede die weitere Entwicklung in der SBZ:
„Unsere Aufgabe ist es, den Weg der vollständigen Beseitigung und Liquidierung der kapitalistischen Elemente sowohl auf dem Lande wie in den Städten zu beschreiten. Diese Aufgabe ist kurz gesagt, die des sozialistischen Aufbaus.“
Zudem wurde der demokratische Zentralismus als allgemeines Organisationsprinzip in der SBZ eingeführt. Auch die vier anderen Parteien und andere Organisationen (wie FDJ und FDGB) mussten ihren Aufbau an das hierarchische Prinzip anpassen. Es beruht auf einem autoritären Zentralismus mit straffer Disziplin. Am 24. Januar 1949 beschließt die SED-Führung das Zentralsekretariat in das politische Büro (kurz Politbüro) umzuwandeln. Auf dem III. Parteitag der SED 1950 wurde erstmals ein Zentralkomitee nach sowjetischem Vorbild gewählt. Untermauert wurden alle Maßnahmen von Elaboraten der SED-Ideologie. Ein Beispiel unter vielen ist die krude Vorstellung von Demokratie und politischer Opposition:
„Manche Bürger fragen, warum es bei uns keine Opposition gibt, und meinen, zu einer richtigen Demokratie gehöre doch auch eine Opposition. Demokratie herrscht aber nicht dort, wo verschiedene Parteien gegeneinander auftreten, wo die Kraft der Arbeiterklasse gespalten ist und eine Opposition besteht.“
Überhaupt stellt sich rückblickend die Frage, wie unabhängig die SED von der sowjetischen Besatzungsmacht in Deutschland wirklich war. Immerhin reiste im Umfeld wichtiger Entscheidungen in der SBZ immer eine Delegation nach Moskau zu Konsultationen. Zudem wurden neben regelmäßigen Treffen zwischen SED-Führern und hohen Vertretern der sowjetischen Besatzungsmacht Mitschriften und Protokolle der Politbürositzungen an die SMAD bzw. später SKK weitergereicht. Auch die Mitgliederaufstellung des Zentralkomitees wurde von den SKK geprüft. Alles deutet auf eine enge Verflechtung der Interessen.

## Entwicklung zur Volksdemokratie (ab 1949)
Bereits die Wahlen zum dritten Deutschen Volkskongress im Mai 1949 gaben einen Vorgeschmack darauf, was noch kommen sollte. Denn die Kandidaten der beteiligten Parteien und Massenorganisationen wurden auf Einheitslisten aufgestellt. So konnten die Wähler nicht mehr selektiv entscheiden, sondern konnten nur die gesamte Liste annehmen bzw. ablehnen.
Die Provisorische Volkskammer hatte in ihrer ersten konstituierenden Sitzung am 7. Oktober 1949 beschlossen, am 15. Oktober 1950 Wahlen abzuhalten. SMAD und SED wünschten, auch diese Wahlen mit Einheitslisten abzuhalten. Doch CDU und LDP leisteten regen Widerstand gegen dieses Vorhaben, sah doch die von der Provisorischen Volkskammer angenommene Verfassung allgemeine, gleiche, unmittelbare und geheime Wahlen vor. Erst im März 1950 willigten sie nach langen Unterhandlungen ein. Die Wahl nach Einheitslisten war ein offensichtlicher Verfassungsbruch, denn Artikel 51, Absatz 2 der Verfassung der DDR schrieb Wahlen nach dem Verhältniswahlrecht vor. Bei den Volkskammerwahlen im Oktober 1950 sollen 99,7 % der Stimmen für die Kandidatenliste der Nationalen Front abgegeben worden sein.

## Radikalisierung und Volksaufstand (1952–1955)
Spätestens nach Gründung der DDR strebte der Kreis um Walter Ulbricht die vollständige Dominanz der SED an. Im Juli 1952 proklamierten sie auf der 2. SED-Parteikonferenz den "Aufbau des Sozialismus" – einen sozialistischen Terminus, der die massive Kollektivierung der Landwirtschaft, die systematische Einführung der Planwirtschaft und die "Diktatur des Proletariats" zum Ziel hatte.
Die Folgen waren wirtschaftlich verheerend, denn bereits Anfang 1953 stand die DDR wirtschaftlich mit dem Rücken zur Wand. Durch "Normerhöhungen", das heißt in der Sache Lohnminderungen, sollte der Untergang vermieden werden. Mit dem Tod Stalins, am 5. März 1953 geriet der Aufbau des Sozialismus jedoch auch politisch in schwieriges Fahrwasser. Die neue siebenköpfige sowjetische Führung forderte eine einstweilige Verlangsamung des sozialistischen Aufbaus. Dazu war es jedoch zu spät. Mit Widerwillen übernahm die SED-Führung den so genannten "Neuen Kurs" im Juni 1953. Da die Normerhöhungen aber in Kraft blieben und andere Ungerechtigkeiten offenbar wurden, brach der Aufstand des 17. Juni aus, der auch von sowjetischen Panzern niedergeschlagen wurde.
Die Vorkommnisse des 17. Juni und die darauffolgende Verhaftung von Lawrenti Beria, der von Stalin unterstützt worden war, am 26. Juni 1953 in Moskau brachte aber Ulbricht wieder in die Offensive. Er entledigte sich einiger innerparteilicher Widersacher und empfahl sich darauf der Sowjetunion als starker Statthalter in der DDR. Die Besatzungsmacht lieferte darauf dringend benötigte Güter und konsolidierte die Herrschaft der SED.